# Jamiati Islami

Estendard de Jamiati Islami.

Escut d'armes de Jaimati Islami

Jamiati Islami (també escrit Jamiat-i Islami i d'altres maneres; en persa «Societat Islàmica») és una facció polític-militar fonamentalista islàmica de l'Afganistan.
Des de 1968 el líder oficial ha estat Burhanuddin Rabbani, encara que el seu poder real en la facció ha fluctuat. La majoria dels seus seguidors són tadjics ètnics del nord i oest de l'Afganistan. El seu comandant principal i més famós va ser Ahmad Sah Masud, qui va ser assassinat per Al-Qaeda (que estava aliada als talibans, facció integrista rival de Jamiati Islami).

## Història
Durant la guerra contra els comunistes i la guerra civil entre muyahidines, Jamiati Islami va ser un dels grups muyahidines més poderosos.

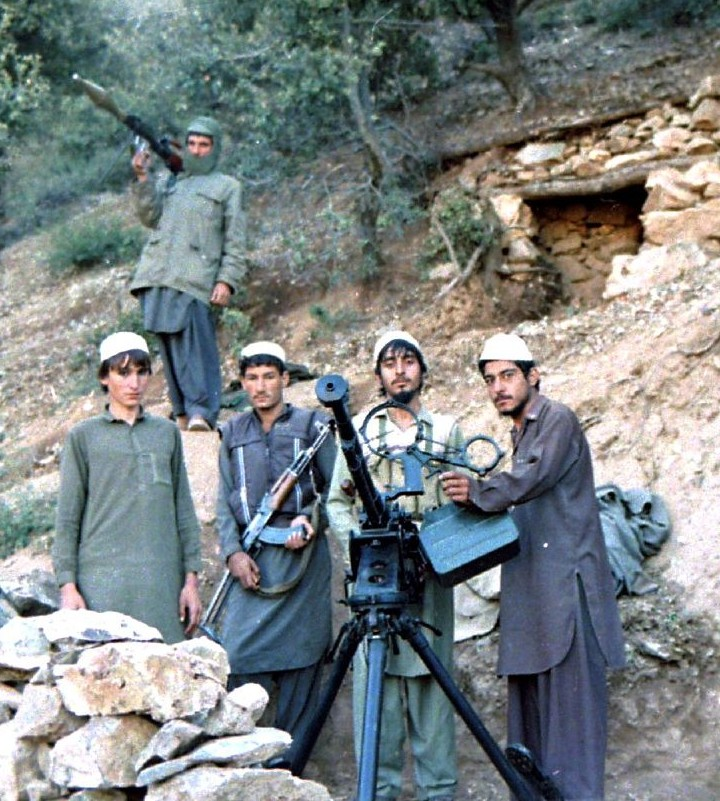
Milicians de Jamiati Islami en 1987.

Com totes les faccions integristes, va rebre ajuda militar i econòmica de la CIA dels Estats Units en la seva lluita contra la República Democràtica (1978-1992) i els seus aliats de l'Exèrcit Roig (1979-1989). Posteriorment, Jamiati Islami va formar part de l'Aliança del Nord, coalició de diverses faccions que lluitaven contra l'Emirat Islàmic, el govern rival de l'Estat Islàmic (el ministre del qual de defensa era Masud).
Durant aquests conflictes, Jamiati Islami va cometre crims de guerra: saquejos, violacions sexuals massives i massacres de civils.
Des de la invasió de l'OTAN, Jamiati Islami es va fragmentar: l'ala militar, liderada per Yunus Qanuni i Mohammed Fahim, va dominar l'Administració de Transició (2001-2004), a la qual Rabbani s'oposava. Abdullah Abdullah es va convertir en ministre d'afers exteriors. En les eleccions presidencials de 2009, Abdullah es va presentar com a candidat independent contra Hamid Karzai.